# Lista de representantes permanentes da Arábia Saudita nas Nações Unidas
Esta é uma lista de representantes permanentes da Arábia Saudita, ou outros chefes de missão, junto da Organização das Nações Unidas em Nova Iorque.
A Arábia Saudita foi um dos Estados fundadores das Nações Unidas e é membro desde 24 de outubro de 1945.
| Início | Término | Representante permanente (Chefe de missão) | Cargo                    | Credenciais |
| ------ | ------- | ------------------------------------------ | ------------------------ | ----------- |
| 1946   | 1948    | Ahmed Abdul Jabbar                         | Representante permanente |             |
| 1948   | 1955    | Assad Al-Faqih                             | Representante permanente |             |
| 1955   | 1957    | Abdullah Al-Khayyal                        | Representante permanente |             |
| 1957   | 1962    | Ahmad Shukeiri                             | Representante permanente |             |
| 1963   | 1979    | Jamil Baroody                              | Representante permanente |             |
| …      | …       |                                            |                          | -           |
| 1983   | 1992    | Samir Shihabi                              | Representante permanente |             |
| 1992   | 1999    | Jafar Allagany                             | Representante permanente |             |
| 1999   | 2006    | Fawzi Shobokshi                            | Representante permanente | 1999-05-06  |
| …      | …       |                                            |                          | -           |
| 2008   | 2011    | Khalid Al-Nafisee                          | Representante permanente | 2008-11-11  |
| 2011   | atual   | Abdallah Y. Al-Mouallimi                   | Representante permanente | 2011-06-23  |